# Maurice Foley (homme politique)
Maurice Anthony Foley (9 octobre 1925 - 8 février 2002) est un homme politique du parti travailliste britannique.

## Biographie
Foley est né à Durham et fait ses études dans un lycée local. Il rejoint le Transport and General Workers' Union et se présente sans succès pour le Parti travailliste à Bedford aux Élections générales britanniques de 1959 .
Il est élu député de West Bromwich lors d'une élection partielle en 1963. De 1967 à 1968, il est sous-secrétaire d'État à la Marine. Auparavant, alors qu'il occupe le poste de ministre subalterne avec une responsabilité spéciale pour les immigrants, il participe au lancement (diffusé le 10 octobre 1965) d'un nouveau programme télévisé de la BBC pour les immigrants, intitulé Apna Hi Ghar Samajhiye (qui signifie «Make Yourself at Home»). De 1970 à 1973, il est le porte-parole de l'opposition sur les affaires étrangères .
Foley démissionne de son siège en 1973, après avoir été nommé directeur général adjoint du développement de la Commission européenne . Lors de l'élection partielle qui en a résulté, il est remplacé par la future présidente de la Chambre des communes, Betty Boothroyd.